# Sinophorus townesorum
Sinophorus townesorum är en stekelart som beskrevs av Sanborne 1984. Sinophorus townesorum ingår i släktet Sinophorus och familjen brokparasitsteklar. Inga underarter finns listade i Catalogue of Life.